# Cá mú sọc trắng
Cá mú sọc trắng, tên khoa học là Anyperodon leucogrammicus, là loài cá biển duy nhất thuộc chi Anyperodon trong họ Cá mú. Loài này được mô tả lần đầu tiên vào năm 1828.

## Từ nguyên
Không rõ nguồn gốc từ nguyên của anyperodon, có lẽ được ghép từ tiền tố an (ἀν; "không"), [h]upér (ὑπέρ; "trên") và odoús (ὀδούς; "răng, ngà") trong tiếng Hy Lạp cổ đại, hàm ý (nếu đúng) đề cập đến việc loài cá này thiếu răng ở vòm miệng so với các loài cá mú khác.
Từ định danh leucogrammicus cũng được ghép bởi hai âm tiết trong tiếng Hy Lạp cổ đại: leukós (λευκός; "trắng") và grámma (γράμμα; "dòng, sọc"), hàm ý đề cập đến các dải sọc trắng ở hai bên thân của loài này (hậu tố icus để chỉ tính từ).

## Phân loại
Trong báo cáo của Craig và Hastings (2007), cá mú sọc trắng được chuyển sang chi Epinephelus và nằm chung nhánh Epinephelus fasciatus với cá mú dẹt. Nhánh E. fasciatus đặc trưng bởi thân mảnh với vây bụng ngay dưới hoặc phía sau vây ngực.
Tuy nhiên, nhiều bài nghiên cứu khoa học sau đó vẫn giữ loài này trong chi đơn loài Anyperodon, như Parenti và Randall (2020) trong danh mục các loài cá mú của họ. Còn theo Ma và Craig (2018), cá mú sọc trắng lại không có răng vòm miệng như các loài Epinephelus, nhưng theo họ thì đây chưa đủ để tách nó khỏi Epinephelus.

## Phạm vi phân bố và môi trường sống
Cá mú sọc trắng có phân bố rộng khắp khu vực Ấn Độ Dương - Thái Bình Dương, từ Biển Đỏ và vịnh Ba Tư dọc theo bờ biển Đông Phi trải dài về phía đông đến quần đảo Marshall, quần đảo Phoenix và quần đảo Samoa, xa về phía nam đến Úc và Tonga, ngược lên phía bắc đến Nam Nhật Bản.
Cá mú sọc trắng sống tập trung ở vùng biển có nhiều san hô phát triển trên các rạn viền bờ và trong đầm phá, độ sâu đến ít nhất là 80 m.

### Việt Nam
Ở Việt Nam, cá mú sọc trắng được ghi nhận tại bờ biển Quảng Ninh, vịnh Nha Trang (Khánh Hòa), quần đảo Trường Sa và quần đảo An Thới (Kiên Giang).
Năm 2007, có 3 loài cá mú được xếp vào Sách đỏ Việt Nam là cá mú sọc trắng, cá song mỡ (đều là mức VU) và cá song vân giun (mức CR).

## Mô tả
Chiều dài cơ thể lớn nhất được ghi nhận ở cá mú sọc trắng là 65 cm.
Cá trưởng thành có màu xám nhạt hoặc xám nâu, chi chít những chấm màu đỏ cam khắp cơ thể (chấm nhỏ dần về phía đầu). Có 4 đường sọc trắng (thường đứt đoạn) dọc theo chiều dài thân, có thể biến mất ở những con lớn hơn. Màng các vây có màu vàng lục.
Cá con có các sọc xanh lam và vàng cam xen kẽ, có đốm đen viền xanh trên gốc vây đuôi và phía cuối vây lưng. Cá con bắt chước kiểu hình này của cá bàng chài cái Halichoeres leucurus, cũng như của Halichoeres biocellatus.
Số gai ở vây lưng: 11; Số tia vây ở vây lưng: 14–16; Số gai ở vây hậu môn: 3; Số tia vây ở vây hậu môn: 8–9; Số tia vây ở vây ngực: 15–17; Số vảy đường bên: 61–72.

## Sinh học
Thức ăn của cá mú sọc trắng chủ yếu là những loài cá nhỏ hơn, nhưng cũng có thể ăn cả động vật giáp xác.
Cá mú sọc trắng có thể sống được đến 27 năm.

## Thương mại
Cá mú sọc trắng được đánh bắt ở hầu hết khu vực phân bố của chúng. Tuy được bán phổ biến trong các chợ cá nhưng cá mú sọc trắng chưa đạt giá trị thương mại cao trong ngành ngư nghiệp. Cá con được đánh bắt chủ yếu trong ngành thương mại cá cảnh.